# Mario Chiesa
Mario Chiesa (Brescia, 17 de novembre de 1966) va ser un ciclista italià que fou professional entre 1989 i 1997, la major part a la formació del Carrera. Un cop retirat s'ha dedicat a la direcció esportiva de diferents equips.

## Palmarès
- 1985
  - 1r a la Vicenza-Bionde
- 1987
  - Vencedor d'una etapa del Giro de la Vall d'Aosta
- 1990
  - 1r al Trofeu Matteotti

### Resultats al Tour de França
- 1992. 117è de la classificació general
- 1993. 92è de la classificació general
- 1994. 114è de la classificació general
- 1995. Abandona (10a etapa)
- 1996. 125è de la classificació general

### Resultats al Giro d'Itàlia
- 1989. Abandona
- 1990. 137è de la classificació general
- 1993. 64è de la classificació general
- 1994. 59è de la classificació general
- 1996. 81è de la classificació general
- 1997. 82è de la classificació general

### Resultats a la Volta a Espanya
- 1988. 82è de la classificació general
- 1991. Fora de control (12a etapa)
- 1992. 118è de la classificació general
- 1995. 112è de la classificació general